# Andaqui jezik
Andaqui jezik (andaki; ISO 639-3: ana), jednini, danas izumrli jezik istoimene podskupine porodice Barbacoa, kojim su govorili Indijanci Andaki iz južne Kolumbije. 
Ne smije se brkat s jezikom andoque [ano] s rijeke Aduche.

## Vanjske poveznice
- Ethnologue (14th)
- Ethnologue (15th)